# Distrikt San Juan de Salinas
Der Distrikt San Juan de Salinas liegt in der Provinz Azángaro in der Region Puno in Südost-Peru. Der Distrikt wurde am 2. Mai 1854 gegründet. Er besitzt eine Fläche von 105 km². Beim Zensus 2017 wurden 3069 Einwohner gezählt. Im Jahr 1993 betrug die Einwohnerzahl 3567, im Jahr 2007 4034. Sitz der Distriktverwaltung ist die 3840 m hoch gelegene Ortschaft San Juan de Salinas mit 173 Einwohnern (Stand 2017). San Juan de Salinas befindet sich 13 km südöstlich der Provinzhauptstadt Azángaro.

## Geographische Lage
Der Distrikt San Juan de Salinas befindet sich im Andenhochland südzentral in der Provinz Azángaro. Die Längsausdehnung in NNW-SSO-Richtung beträgt knapp 18 km, die maximale Breite liegt bei 11 km. Im Nordosten des Distrikts liegt der 15,6 km² große See Lago Salinas. Der Río Ramis (auch Río Azángaro) fließt entlang der westlichen Distriktgrenze nach Süden.
Der Distrikt San Juan de Salinas grenzt im Süden an den Distrikt Arapa, im Westen an den Distrikt Santiago de Pupuja sowie im Norden und im Osten an den Distrikt Azángaro.